# Христо Вельов
Христо Котев Велов или Вельов е български революционер, деец на Вътрешната македоно-одринска революционна организация.

## Биография
Христо Вельов е роден в битолското село Цапари, тогава в Османската империя. Влиза във ВМОРО. След като Вардарска Македония попада в Сърбия в 1913 година е изтезаван жестоко от сръбските власти като борец за българщината.
В началото на 1942 година е избран за председател на настоятелството на Илинденската организация в Цапари.